# Tatort: Kontrollverlust
Kontrollverlust ist ein Fernsehfilm aus der Krimireihe Tatort. Der vom Hessischen Rundfunk produzierte Beitrag ist die 1254. Tatort-Episode und wurde am 26. Dezember 2023 im SRF, im ORF und im Ersten ausgestrahlt. Das Frankfurter Ermittlerduo Janneke und Brix ermittelt in seinem 18. Fall.

## Handlung
Die Bildhauerin Annette Baer findet ihren erwachsenen Sohn Lucas nachts mit blutigen Händen im Badezimmer der gemeinsamen Wohnung vor. Sie vermutet, dass etwas Schreckliches passiert ist. Gleichzeitig werden die Kommissare Janneke und Brix zu einem Tatort gerufen: Die unter dem Pseudonym Chipmunk bekannte Gamerin und Bloggerin Cara Mauersberger wurde getötet. Lucas hatte telefonischen Kontakt zu Cara, so dass dieser recht schnell in den Fokus der Ermittlungen gerät. Leon Hamann, Hausmeister in Caras Wohnanlage, hat Lucas und Cara vor dem Mord streiten hören. Hamann entpuppt sich auch als Caras Follower Cancel_Chipmunk, der in ihrem Blog durch Hasskommentare auffällt.
Bei seiner Vernehmung erwähnt Hamann, Lucas' Exfreundin Denise vor dem Tatort gesehen zu haben. Diese hatte tatsächlich Kontakt zu Cara aufgenommen, um sie von Lucas fernzuhalten, der Denise zufolge unter unkontrollierbaren Gewaltattacken leidet. Denise möchte Lucas dazu bewegen, sich der Polizei zu stellen. Vor einem Treffen mit ihm besucht sie dessen Mutter Annette Baer, um deren Unterstützung zu gewinnen, und akzeptiert dabei einen Drink. Wenig später wird sie tödlich vergiftet aufgefunden. 
Lucas gibt im Verhör zu, Caras Leiche gefunden zu haben, bestreitet aber, die beiden Frauen getötet zu haben. Er sagt aus, mit Denise verabredet gewesen zu sein, doch sei sie  nicht gekommen.
Die Obduktion zeigt, dass Denise zusammen mit einem Rote-Beete-Saft Arsen zu sich genommen hat. Dies belastet Annette Baer, deren Farben Arsen enthalten. Den Ermittlern war bereits bei ihrer ersten Begegnung mit Lucas Mutter deren erdrückende Fürsorge um ihren Sohn aufgefallen. Sie selbst versuchte zwar, stets die „Waage zwischen Kontrolle und Loslassen“ zu halten. Aber den Verlust der  Kontrolle über Lucas konnte sie dann doch nicht ertragen. Lucas erkennt, dass seine Mutter Cara erstochen haben muss, weil diese ihm zu nahe gekommen war.
Als Janneke und Brix in Baers Kunstlager eintreffen, um Annette Baer festzunehmen, ist Lucas bereits fortgegangen, um endlich sein eigenes Leben zu leben.

## Hintergrund
Der Film wurde vom 25. Juli 2022 bis zum 27. August 2022 an 24 Drehtagen in Frankfurt am Main und Umgebung gedreht.

## Rezeption

### Kritiken
Bei Tittelbach.tv schrieb Thomas Gehringer: „Der Film von Elke Hauck und Sven S. Poser wirft spannende psychologische und ethische Fragen auf, wirkt aber teilweise widersprüchlich und erzählerisch nicht überzeugend. Neben Bildgestaltung und Szenenbild ragen die vom HR-Symphonieorchester eingespielte Musik und das Spiel von Jeanette Hain und Béla Gábor Lenz heraus. Margarita Broich und Wolfram Koch sind diesmal als Ermittlerteam das angenehm konventionelle Kontrastprogramm.“ Er vergab vier von sechs möglichen Punkten.

### Einschaltquoten
Die Erstausstrahlung von Kontrollverlust am 26. Dezember 2023 wurde in Deutschland von 5,04 Millionen Zuschauern gesehen und erreichte einen Marktanteil von 18,7 % für Das Erste.